# Římskokatolická farnost Jindřichov u Hranic
Římskokatolická farnost Jindřichov u Hranic je územní společenství římských katolíků s farním kostelem Nanebevzetí Panny Marie v děkanátu Hranice. 

## Historie farnosti
Založení obce je datováno řadou listin v rozmezí 12.–13. století, především falz, které vznikly v průběhu sporů o hranický újezd mezi kláštery Rajhradským (řád benediktinů) a Hradisko u Olomouce (premonstráti). Roku 1753 byl v Jindřichově postaven kostel. Vlastní duchovní správu získala obec roku 1802.

## Duchovní správci
Od července 2010 byl administrátorem excurrendo R. D. Mgr. Jiří Doležel. Toho s platností od července 2018 vystřídal R. D. Mgr. Janusz Zenon Łomzik.

## Bohoslužby
| Kostel                  | Místo      | Bohoslužba (den) | Hodina                                                                     | Poznámka     |
| ----------------------- | ---------- | ---------------- | -------------------------------------------------------------------------- | ------------ |
| Nanebevzetí Panny Marie | Jindřichov | neděle pátek     | 8.00 (liché měsíce)/9.30 (sudé měsíce) 16.30 (zimní čas)/18.00 (letní čas) | farní kostel |

## Aktivity ve farnosti
Ve farnosti se pravidelně̟ koná tříkrálová sbírka. V roce 2017 se vybralo 25 473 korun.
Od roku 1998 vychází farní zpravodaj pro farnosti Hranice na Moravě, Střítež nad Lubinou a Jindřichov. Při bohoslužbách účinkuje schola a chrámový sbor.